# Cistugo
Cistugo (Thomas, 1912) è l'unico genere di pipistrelli della famiglia Cistugidae (Lack, Roehrs, Stanley, Ruedi & Van den Bussche, 2010).

## Descrizione

### Dimensioni
Al genere Cistugo appartengono pipistrelli di piccole dimensioni, con lunghezza della testa e del corpo tra 40 e 47 mm, la lunghezza dell'avambraccio tra 29,4 e 39 mm, la lunghezza della coda tra 33 e 51 mm e un peso fino a 9 g.

### Caratteristiche craniche e dentarie
Il cranio è simile a quello del genere Myotis, con la scatola cranica meno bombata e il rostro meno schiacciato lateralmente. Il terzo premolare ha un'insolita cuspide interna anteriore ben sviluppata. I canini sono relativamente corti. 
Sono caratterizzati dalla seguente formula dentaria:

### Aspetto
Le parti superiori variano dal color miele al bruno-nerastro brizzolato, mentre le parti inferiori sono più chiare. Le orecchie sono di medie proporzioni ed appuntite, con il trago più corto della metà del padiglione auricolare e più largo rispetto a quello delle forme del genere Myotis.  Sulle membrane alari, davanti al gomito, sono presenti diverse caratteristiche masse ghiandolari biancastre, che secernono una sostanza dall'odore di muschio. La coda è lunga e si estende leggermente oltre l'ampio uropatagio.

## Distribuzione
Il genere è diffuso nell'Africa meridionale.

## Tassonomia
Il genere comprende 2 specie.
Cistugo lesueuri
Cistugo seabrae
Recenti studi filogenetici hanno evidenziato una distanza genetica di questo genere dagli altri Vespertilionidi,  proponendo la creazione di una famiglia distinta, Cistugidae, all'interno della superfamiglia Vespertilionidea.